# Delissea fallax
Delissea fallax was een op een palm lijkende plant, waarvan de hoogte onbekend is gebleven. De stam was onvertakt en had in het bovenste gedeelte een bladerkroon. De plant was endemisch op het eiland Hawaï. De plant was alleen bekend van de originele verzamelingen van Wilhelm Hillebrand die de soort in de jaren 80 van de negentiende eeuw aantrof in de omgeving van Hilo en Hamaku op de loefzijde van het eiland, waar de plant mogelijk voorkwam in vochtige bossen.
De bladeren waren langwerpig en 14-24 cm lang. De bloemen waren 1,5-1,8 cm breed en de kleur is onbekend gebleven. De vruchten waren bolvormige 0,6-0,8 cm grote bessen. Mogelijk werd de plant bestoven door vogels die ook de zaden zouden kunnen hebben verspreid.
Na Wilhelm Hillebrand heeft nooit meer iemand de plant aangetroffen. Mogelijk is de plant uitgestorven door het omzetten van bossen in landbouwgronden die onder andere gebruikt worden voor het verbouwen van suikerriet. Ook rundvee en ratten hebben mogelijk bijgedragen aan het uitsterven van deze plant.
De Engelse naam is Hawai'i delissea